# 김병주 (기업인)
김병주(영어: Michael ByungJu Kim, 1963년 10월 8일~)는 미국의 기업인이다.